# Heliothryx barroti
Heliothryx barroti là một loài chim trong họ Chim ruồi.